# فتق

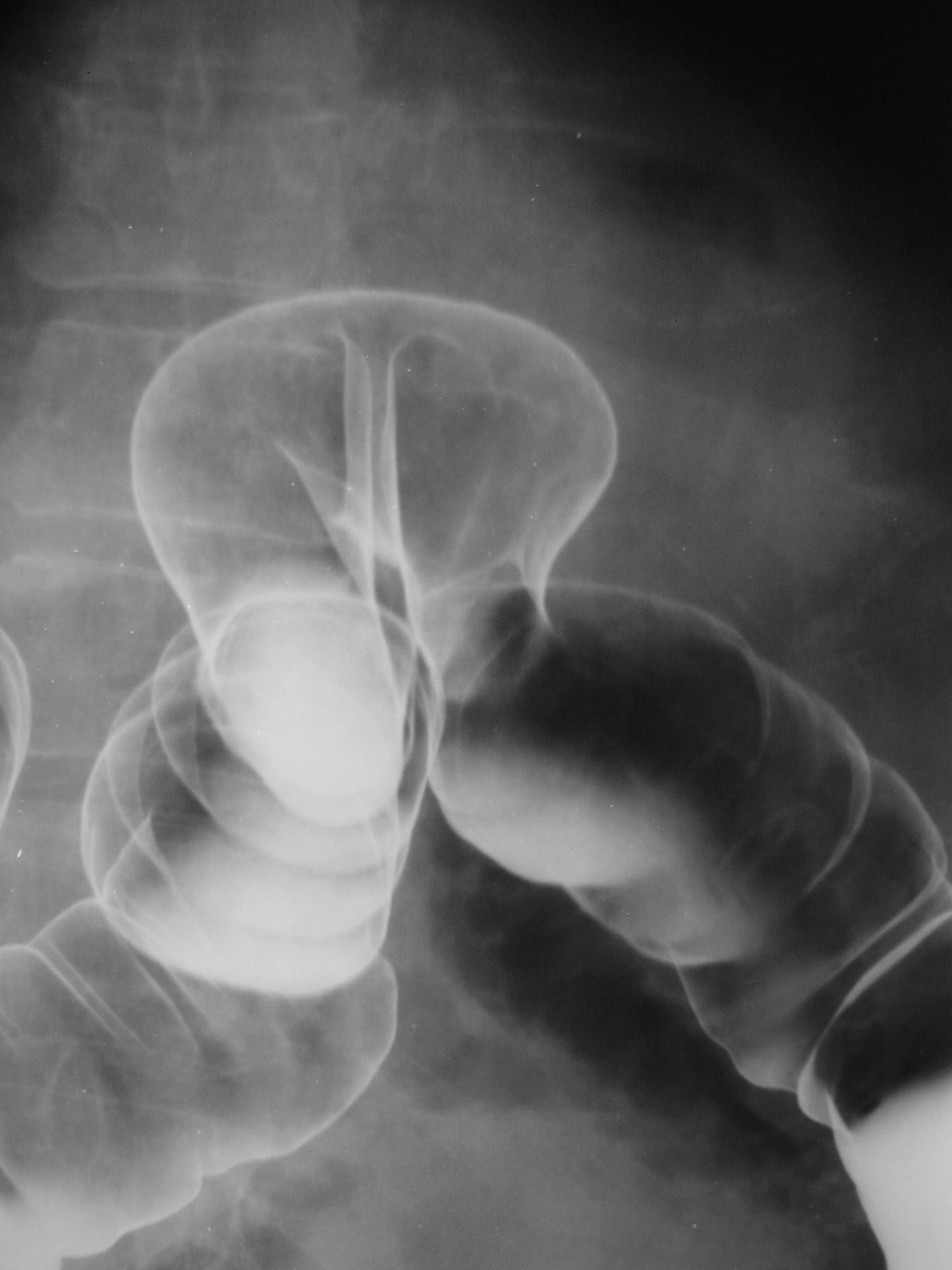
بیرون زدگی روده

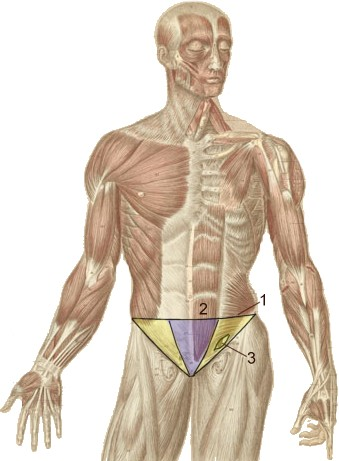
جداره شکم با رنگ زرد

فتق (به انگلیسی: Hernia) یا باد فتق به پیش رفتگی درونی و خروج بافت‌ها یا یکی از اندام‌ها (اندرونه) مانند روده بزرگ یا فاسیای اندام یا بخشی از آن از دیواره‌ای که به‌طور طبیعی آن را دربر می‌گیرد از طریق یک معبر یا کانال یا روزنه آناتومیک گفته می‌شود.
واژهٔ اندرونه یا اندام (مانند روده یا کبد) در کل به تمام اندام‌های موجود و محصور درون حفره‌ای از فضای کالبدی یک جاندار گفته می‌شود. در بدن انسان فضای حفره‌ای شامل حفره پشتی (خلفی) و حفره شکمی (قدامی) بزرگ‌ترین فضاهای داخلی بدن انسان هستند. فتق تنها در مورد احشای آزاد یا دارای قابلیت جابه‌جا شدن به واسطه یک بیماری یا تروما رخ می‌دهد.
انواع مختلفی از فتق وجود دارد که درمان‌های متفاوتی دارند. گاه پس از یک سوراخ شدگی بعد از عمل لاپاروسکوپی نیز ممکن است خروج یکی از احشا از جوشگاه اتفاق افتد که به فتق پُست-لاپاراتومی (بعد از انجام لاپاراتومی) شناخته می‌شود.

## انواع فتق
در حالت عمومی اگر پیش‌رفتگی هرنیا به‌سمت درون بدن باشد فتق داخلی و اگر بیرون‌زدگی احشا به بیرون از بدن صورت گیرد، فتق خارجی نام می‌گیرد.

### انواع فتق بر اساس حفره‌های آناتومیک
فتق کشاله ران یا فتق اینگوینال (inguinal hernia) به فتق در ناحیه کانال اینگوینال (کشاله ران) گفته می‌شود. این نوع از فتق از فراوان‌ترین موارد فتق بوده و بسیاری از موارد فتق، نوعی از فتق کشاله ران هستند. فتق نافی، فتق فمورال و فتق اپی گاستریک.
- فتق رانی یا فمورال برآمدگی و بیرون زدگی احشا در قسمت بالای ران و نزدیک کشاله ران است. در واقع زمانی اتفاق می‌افتد که یک قسمت کوچک از روده باریک وارد کانال فمورال می‌شود. فتق رانی فتق نسبتاً غیر شایعی است. این نوع فتق معمولاً در جایی که عروق لنفاوی از شکاف عبور می‌کنند رخ می‌دهد. اگر روده باریک نیز از کانال فمورال وارد ران شود، ایجاد فتق فمورال می‌کند که این موضوع بیشتر در زنان باردار و در اثر افزایش وزن و در نتیجه فشار بیشتر بر ناحیه شکم رخ می‌دهد.
- فتق ناف (Umbilical hernia) شامل کیسه پریتوئن و محتویات آن می‌باشد که به دلیل نقص در دیواره داخلی شکم از حلقه نافی بیرون می‌زند. این فتق در کودکان ارثی بوده و در بزرگسالان اکتسابی می‌باشد. اگر بیرون زدگی شامل روده و محتویات آن باشد سبب انسداد روده خواهد شد.
- فتق برشی (Incisional hernia‎) به فتق است که پس از جراحی‌ها در اثر یک فشار مانند بلند کردن یک وزنه، ناحیهٔ بخیه شده باز می‌شود.
- فتق مغزی یا سربرال (Cerebral): فتق‌های داخلی ثانویه به دلیل رشد تومورها که فورامن اکسیپیتال (فتق لوزه‌ای) را اشغال می‌کند.
- فتق دیسک: جابجایی و بیرون‌زدگی هسته دیسک (pulposus) در کانال اسپینال ستون فقرات گردنی، مهره سینه‌ای، ناحیه کمری یا ستون فقرات است. این فتق نیز یک فتق داخلی است.
- فتق دیافراگمی: یک فتق داخلی بوده که در آن جابجایی و نفوذ احشا شکمی به درون حفره قفسه سینه از راه پرده دیافراگم صورت می‌گیرد. شایع‌ترین نوع آن فتق هیاتال (Hiatal hernia) است که به بیرون زدن معده از حفره شکمی و پس از جابجایی دیافراگم به سمت قفسه سینه و مری گفته می‌شود.
- فتق شکمی از نوع فتق خارجی است و جابجایی و خروج یکی از احشا آزاد یا قابل جابجایی را شامل می‌گردد.[۹] علت اصلی ایجاد فتق‌های شکمی ضعف یا نقص در جدار دیواره شکمی یا افزایش فشار بر آن در یک ناحیه است. فتق شکمی به بازشدن جداره شکم و بیرون زدگی محتویات آن گویند. فتق مغبنی فتق شکمی است که در ناحیه کشاله ران اتفاق می‌افتد. فتق اینگوینال (مغبنی) شایعترین نوع فتق شکمی است که در مردان شایع تر از زنان می‌باشد.[۸][۱۰]

### عوامل شایع بروز فتق
1. عوامل اکتسابی: مانند سن بالا، وجود بیماری‌هایی مثل آسم و بیماری‌های ضعیف‌کننده، وجود فتق رانی بر روی بروز فتق مغبنی، آوردن فشار به بدن مانند بلند کردن اجسام سنگین (البته این مورد آنقدر که عموم برای آن اهمیت قائلند مهم نیست)
2. عوامل ارثی، مادرزادی: مانند نارس به دنیا آمدن کودک، مذکر بودن جنسیت کودک و دررفتگی مادرزادی سَر استخوان ران[۲][۸]

## علل
علل فتق هیاتوس بسته به هر فردی متفاوت است. اما از جمله علل متعدد، علل مکانیکی است که عبارتند از: وزنه‌برداری نامناسب، سرفه‌های سخت، ضربه‌های تند به شکم و وضعیت نامناسب بدن.

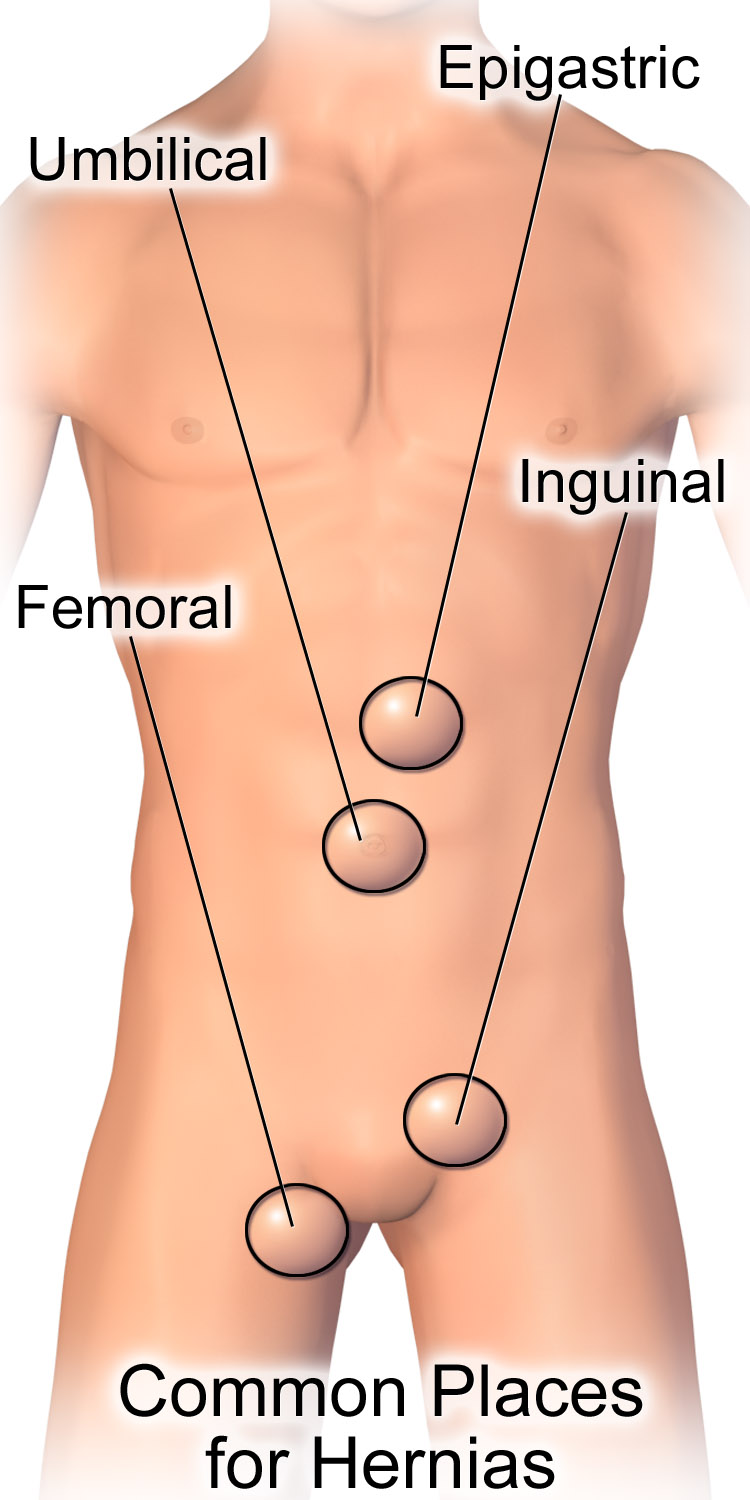
مکان‌های رایج برای فتق

علاوه بر این، شرایطی که فشار حفره شکمی را افزایش می‌دهند نیز ممکن است باعث فتق یا بدتر شدن فتق‌های موجود شوند. برخی از نمونه‌ها عبارتند از: چاقی، زور زدن در حین دفع مدفوع یا ادرار (یبوست، بزرگ شدن پروستات)، بیماری مزمن انسدادی ریه، و همچنین، مایع در حفره شکمی (آسیت).
همچنین اگر عضلات به دلیل سوءتغذیه، سیگار کشیدن و فعالیت بیش از حد ضعیف شوند، احتمال بروز فتق بیشتر می‌شود.

## علائم فتق
علامت اصلی فتق درد است هرچند بسته به نوع فتق علائم دیگری نیز داریم مثلاً در فتق مغبنی تورم ناحیه کشاله ران ممکن است یا در هرنی هیاتال ریفلاکس معده به مری مشاهده می‌شود. اگر روده در کیسه فتق گیر کند فتق مختنق نامیده می‌شود که اگر جا نیفتد مورد اورژانس است و جراحی فوری الزامی است.

## درمان
درمان اساسی فتق اینگوینال جراحی و ترمیم فاسیا و جدار شکم است هرچند احتمال عود و بُروز عوارض (مانند دردهای مزمن، انسداد روده) وجود دارد. جراحی به روش لاپاروسکوپی اغلب روش ترجیحی هرنیورافی است. در موارد عدم جراحی اقدامات نگهدارنده مانند استفاده از فتق بند و اجتناب از افزایش فشار داخل شکم (مانند سرفه و زور زدن) پیشنهاد می‌شود.